# Dredg
dredg ist eine US-amerikanische, teilweise experimentelle Alternative-Rock-/Progressive-Rock-Band. Sie wurde 1993 in der San Francisco Bay Area gegründet.

## Bandgeschichte
Dredg machten sich einen Namen durch zahlreiche Auftritte in ihrer Heimatstadt Los Gatos und verschiedene Demos. Die bekanntesten Demos sind dabei die Conscious- und Orph-EPs. Während Conscious noch sehr Sepultura- und Rap-beeinflusst ist, zeigt Orph, in welche progressive Richtung das selbstproduzierte Album Leitmotif gehen wird: Moderne Alternative/Progressive-Musik mit Weltmusik-Einflüssen.
Die Mitglieder der Band, vor allem Bassist Drew Roulette, betätigen sich auch als Maler. Der 2002 erschienene Longplayer El Cielo wurde von Salvador Dalís Gemälde Traum, verursacht durch den Flug einer Biene um einen Granatapfel, eine Sekunde vor dem Aufwachen inspiriert und handelt thematisch von Klarträumen. Sowohl thematisch als auch musikalisch sehr viel komplexer als der Vorgänger, bietet das Interscope-Debütalbum einen glasklaren Sound, aufgenommen auf der Skywalker-Ranch. Durch eine große Bandbreite an Gastmusikern wie Azam Ali wird das Ausreizen neuer Grenzen ermöglicht, ohne die Rockmusik in den Hintergrund zu stellen.
Mit dem Album Catch Without Arms aus dem Jahre 2005 haben die Amerikaner Abstand genommen von allzu großer Experimentierfreude und Kopflastigkeit. Auch auf diesem Album findet man ein Konzept, das aber nicht ganz so komplex ist wie das der Vorgänger. Das Album behandelt verschiedene Gegenseitigkeiten im Leben und scheint gerade deswegen ein sehr persönliches Album in der Bandgeschichte zu sein. Themen wie Alkoholprobleme und Liebe werden angesprochen, aber auch Selbstkritik und der Umgang mit diesem Album (siehe Titelstück Catch Without Arms) scheinen der Band wichtig zu sein.
Das The Pariah, The Parrot, The Delusion benannte vierte Album der Band erschien nach mehrfachen Verzögerungen am 29. Mai 2009. Wie Sänger Gavin Hayes in Interviews berichtete, sind die Texte auf dem 18 Stücke umfassenden Album stark von Salman Rushdies Essay „A letter to the 6 billionth person“ beeinflusst. Produziert wurde das Album von Matt Radosevich. Das Album ist in zehn reguläre Lieder, vier Instrumentalstücke und vier gesprochene Stücke, von der Band so genannte Vocaludes, unterteilt. Die erste Auskopplung aus dem Album ist der Titel Information, der ursprünglich für den Film Waterborne geschrieben wurde.
Am 24. Januar 2011 kündigte die Band auf Twitter an, dass sie ihr fünftes Album aufnimmt. Dabei werden sie mit dem Produzenten Daniel „The Automatic“ M. Nakamura (Kasabian, Head Automatica, Gorillaz) in einem Studio in San Francisco zusammenarbeiten. Der Albumtitel Chuckles and Mr. Squeezy wurde am 18. Februar 2011 bekanntgegeben. Es wird zwischen dem 25. und 29. April 2011 in unterschiedlichen Teilen Europas und am 3. Mai in den USA über das Label Superball Music offiziell veröffentlicht. Das Album erhielt vorab durchschnittliche bis gute Kritiken.

## Diskografie

### Studioalben
- 1999: Leitmotif (Re-Release 2001)
- 2002: El Cielo
- 2005: Catch Without Arms
- 2009: The Pariah, the Parrot, the Delusion
- 2011: Chuckles and Mr. Squeezy

### Livealben
- 2006: Live at the Fillmore

### EPs
- 1996: Conscious (US)
- 1997: Orph (US)
- 2001: Extended Play for the Eastern Hemisphere

### Singles
- 2005: Bug Eyes (nur Promo)
- 2005: Catch Without Arms (nur Download)
- 2005: Stone by Stone (nur Download)
- 2009: Information
- 2011: The Thought of Losing You